# Balatonberény
Balatonberény es un pueblo ubicado en el distrito de Marcali, en el condado de Somogy, Hungría.

## Superficie
Posee una superficie de 26,09 kilómetros cuadrados.

## Demografía
Hasta 2019 la población era de 1049 habitantes, con una densidad de población de 40,21 habitantes por kilómetro cuadrado.